# Andreï Ostreïkov

a Compétitions nationales et continentales officielles uniquement.

b Matchs officiels uniquement.
Dernière mise à jour le 23 mai 2022.
Andreï Ostrikov, né le 2 juillet 1987, est un joueur russe de rugby à XV évoluant au poste de deuxième ligne.

## Carrière

### En club
Andreï Ostrikov a évolué au SU Agen de 2006 à 2009 avant de rejoindre pendant deux années le Stade aurillacois. Andreï Ostrikov s'est engagé pour la saison 2011-2012 avec le club anglais des Sale Sharks. Il jouera en Challenge européen et en championnat d'Angleterre de rugby à XV.

### En équipe nationale
Andreï Ostrikov a connu des sélections avec l'équipe de Russie des -21 ans. Il a été 4 fois titulaire en équipe de Russie en 2007-2008 lors du Championnat européen des nations. Il a été à nouveau 4 fois titulaire en équipe de Russie en 2008-2009 lors du Championnat européen des nations. Il peut jouer en équipe nationale au poste de troisième ligne aile.
Il se qualifie avec son équipe pour la Coupe du monde de rugby à XV 2011. La Russie termine en effet deuxième du Championnat des Nations 2010.

## Palmarès
Sale Sharks
- Finaliste de la coupe anglo-galloise en 2013[2]